# Labioporella bursaria
Labioporella bursaria är en mossdjursart som först beskrevs av William MacGillivray 1887.  Labioporella bursaria ingår i släktet Labioporella och familjen Steginoporellidae. Inga underarter finns listade i Catalogue of Life.